# 7205 Sadanori
7205 Sadanori (1995 YE1) là một tiểu hành tinh vành đai chính được phát hiện ngày 21 tháng 12 năm 1995 bởi T. Kobayashi ở Oizumi.